# Claude Philibert Coquéau
Claude Philibert Coquéau est un architecte français né à Dijon (Côte-d'Or) le 5 mars 1755 et  mort à Paris le 27 juillet 1794.

## Biographie
En 1779, Coquéau se signala en publiant une brochure qui fit un certain bruit, intitulée Entretiens sur l'état actuel de l'Opéra de Paris, dans laquelle il attaquait assez vivement Christoph Willibald Gluck au lendemain du triomphe de son Iphigénie en Tauride. On crut y voir la griffe de Marmontel, Saint-Lambert et Morellet. Suard répliqua vertement dans le Mercure de France, en moquant au surplus le style de Coquéau. Ce dernier voulut répondre dans le même recueil mais son éditeur, Charles-Joseph Panckoucke, amputa sa réplique. L'architecte publia alors une Suite des Entretiens, ou lettre à M. S***.
Sous la Révolution française, Coquéau entra au ministère de l'Intérieur le 31 août 1792 comme estimateur des biens nationaux puis devint chef de bureau puis principal commis à la division de l'Instruction publique. Accusé d'avoir favorisé l'évasion de Claude Laurent Masuyer et de Jérôme Pétion de Villeneuve, il fut condamné à mort par le Tribunal révolutionnaire de Paris et guillotiné le 8 thermidor an II.
Il avait épousé Marie Geneviève Thérèse Lejeune dont il eut un enfant.

## Œuvres
- Entretiens sur l'état actuel de l'Opéra de Paris, Paris : Esprit, 1779
- Suite des Entretiens sur l'état actuel de l'Opéra de Paris, 1779
- Supplément au Mémoire sur la nécessité..., ou Analyse des principales erreurs contenues dans cet ouvrage, Paris, 1786
- Mémoire sur la nécessité de transférer et reconstruire l'Hôtel-Dieu de Paris, suivi d'un projet de translation de cet hôpital, proposé par le sieur Poyet, architecte et contrôleur des bâtiments de la ville, s.l.n.d.
- Essai sur l'établissement des hôpitaux dans les grandes villes, par l'auteur du Mémoire sur la nécessité de transférer et reconstruire l'Hôtel-Dieu de Paris, Paris, Desenne, 1787
- Réflexions sur le projet d'éloigner du milieu de Paris les tueries de bestiaux et les fonderies de suif, Londres, 1788, in-8°, 44 p.
- Examen des moyens adoptés pour augmenter le pouvoir et améliorer le sort du Tiers-État, s.l., 1789
- Très sérieuses observations sur la mauvaise organisation de la Garde nationale parisienne, sur la nécessité pressante d'en changer, et sur les moyens d'y parvenir facilement et sans désordre, s.l., 1789
- Détail des circonstances relatives à l'inauguration du monument placé le 20 juin 1790 dans le Jeu de Paume de Versailles, par une société de patriotes, Paris : Impr. des Révolutions de Paris, 1790
- Opinion relative à l'opération des assignats, prononcée le 5 septembre 1790, dans la Société des Amis de la Constitution de Paris, s.l., 1790